# Phare de Tiritiri Matangi
Le phare de Tiritiri Matangi est un phare situé sur l'île de Tiritiri Matangi, dans le golfe de Hauraki, dans la région d'Auckland (île du Nord), en Nouvelle-Zélande.
Le phare est enregistré par le Heritage New Zealand depuis juin 1992  en tant que structure de catégorie I.

## Histoire
Le phare, mis en service le 1er janvier 1865, se trouve à 28 km au nord d'Auckland. Il est considéré comme la station de signalisation maritime la mieux préservée du pays et est le plus ancien phare de Nouvelle-Zélande encore en activité. C'était autrefois le phare le plus puissant de l'hémisphère sud avec une portée de 58 milles nautiques (environ 107 km) et une puissance de onze millions de candelas.
Construit en 1864, le phare a été automatisé en 1925 et utilisait un feu tournant à acétylène. Les gardiens sont revenus au phare en 1947 et sont restés jusqu'en 1984, année où la lumière a été entièrement automatisée. Le dernier gardien du phare, Ray Walter, est resté sur l'île et a travaillé avec son épouse Barbara en tant que gardes du ministère de la Conservation jusqu'à leur retraite en 2006. Il est maintenant surveillé et géré depuis une salle de contrôle de la Maritime New Zealand (en) à Wellington.
Le phare, avec le centre d'accueil situé à proximité, est une destination populaire, bien que la lumière elle-même ne soit pas ouverte au public.
Le phare a été entièrement automatisé en 1980 et les gardiens ont été retirés. Il est maintenant surveillée et gérée depuis une salle de contrôle de la Maritime New Zealand (en) à Wellington.

## Description
Ce phare  est une tour cylindrique en fonte, avec une galerie et lanterne de 20 m de haut. Le phare est peint en blanc et le dôme de la lanterne est noire. Son feu isophase émet, à une hauteur focale de 91 m, un bref éclat (blanc, rouge et vert selon secteurs) de 0,1 seconde par période de 15 secondes. Sa portée est de 18 milles nautiques (environ 33 km) pour le feu blanc et 10 milles nautiques (environ 19 km) pour le feu rouge.
Identifiant : ARLHS : NZL-054 - Amirauté : K3740 - NGA : 4028 .

## Caractéristique dufeu maritime
Fréquence : 15 secondes (W)
- Lumière : 0,1 seconde
- Obscurité : 14,9 secondes

|            |
| Cap Reinga |

|          |
| Le phare |

|          |
| Le phare |